# Enicospilus leoni
Enicospilus leoni là một loài tò vò trong họ Ichneumonidae.